# Perissopmeros castaneous
Perissopmeros castaneous is een spinnensoort uit de familie Malkaridae. De soort komt voor in New South Wales.